# Sinalização de virtude
Sinalização de virtude (em inglês: virtue signalling) é um neologismo pejorativo que descreve a ação, prática ou busca sistemática de expressar publicamente opiniões ou sentimentos que são tidos como virtuosos por determinados grupos com o objetivo de demonstrar o bom caráter, valor ou a correção moral de sua posição em um determinado assunto. Na psicologia evolucionista e na teoria da sinalização, é considerado um comportamento natural que pode ter efeitos benéficos ou prejudiciais no nível coletivo, dependendo de vários fatores. Fora da academia, muitas vezes é usado de forma pejorativa.

## História
Embora tenha aparecido anteriormente em trabalhos acadêmicos religiosos em 2010 e 2011, o jornalista britânico James Bartholomew costuma receber o crédito por ter originado o termo "sinalização de virtude" em um artigo no The Spectator em 2015, que mais tarde reivindicou o crédito por sua criação em artigos posteriores.
Os psicólogos Jillian Jordan e David Rand argumentam que a sinalização de virtude é separável da verdadeira indignação em relação a uma crença particular, mas que, na maioria dos casos, os indivíduos que são sinalizadores de virtude estão de fato experimentando simultaneamente um verdadeiro ultraje. O linguista David Shariatmadari argumenta, no The Guardian, que o próprio ato de acusar alguém de sinalização de virtude é um ato de sinalização de virtude em si, e que seu uso excessivo como um ataque ad hominem durante debates políticos tornou-o um termo político sem sentido.

## Uso
A sinalização de virtude cresceu em popularidade como um termo pejorativo, denunciando atos vazios de compromisso público com boas causas não excepcionais. No artigo original de Bartholomew, ele descreve a sinalização de virtude como um ato público com muito pouco custo associado, que visa informar os outros sobre o alinhamento socialmente aceitável de alguém sobre uma questão.

### Teoria da sinalização
Na teoria da sinalização, o termo sinalização de virtude é usado para descrever a persistência ou ocorrência de várias práticas religiosas dispendiosas como circuncisão, jejum, manipulação de cobras e ordália. Essa ideia é que a participação em um ato com finalidade religiosa serve como uma forma de sinalizar a dedicação às crenças sustentadas por aquela religião, sinalizando, assim, a moralidade pessoal aos espectadores.

### Mídias sociais
Angela Nagle em seu livro Kill All Normies descreveu as reações da Internet ao vídeo viral Kony 2012 como "o que agora podemos chamar de 'sinalização de virtude'", e que "os ciclos usuais de exibições públicas de indignação online começaram como esperado com a inevitável sinalização de virtude competitiva" após a morte do gorila Harambe. B.D. McClay escreveu na The Hedgehog Review que a sinalização floresceu particularmente nas comunidades online. Era inevitável nas interações digitais, porque carecem das qualidades da vida offline, como a espontaneidade. Blackout Tuesday, uma ação coletiva que tinha como objetivo combater o racismo e a brutalidade policial realizada em 2 de junho de 2020, em grande parte por empresas e celebridades através das redes sociais em resposta aos assassinatos de vários negros, foi criticada como uma forma de virtude sinalizando para a "falta de clareza e direção" da iniciativa.

### Marketing
Além de pessoas, empresas também são acusadas de sinalização de virtude, em marketing, relações públicas e comunicação de marca. O consumo conspícuo foi descrito como uma forma de sinalização da virtude do consumidor.